# Christa Dürscheid

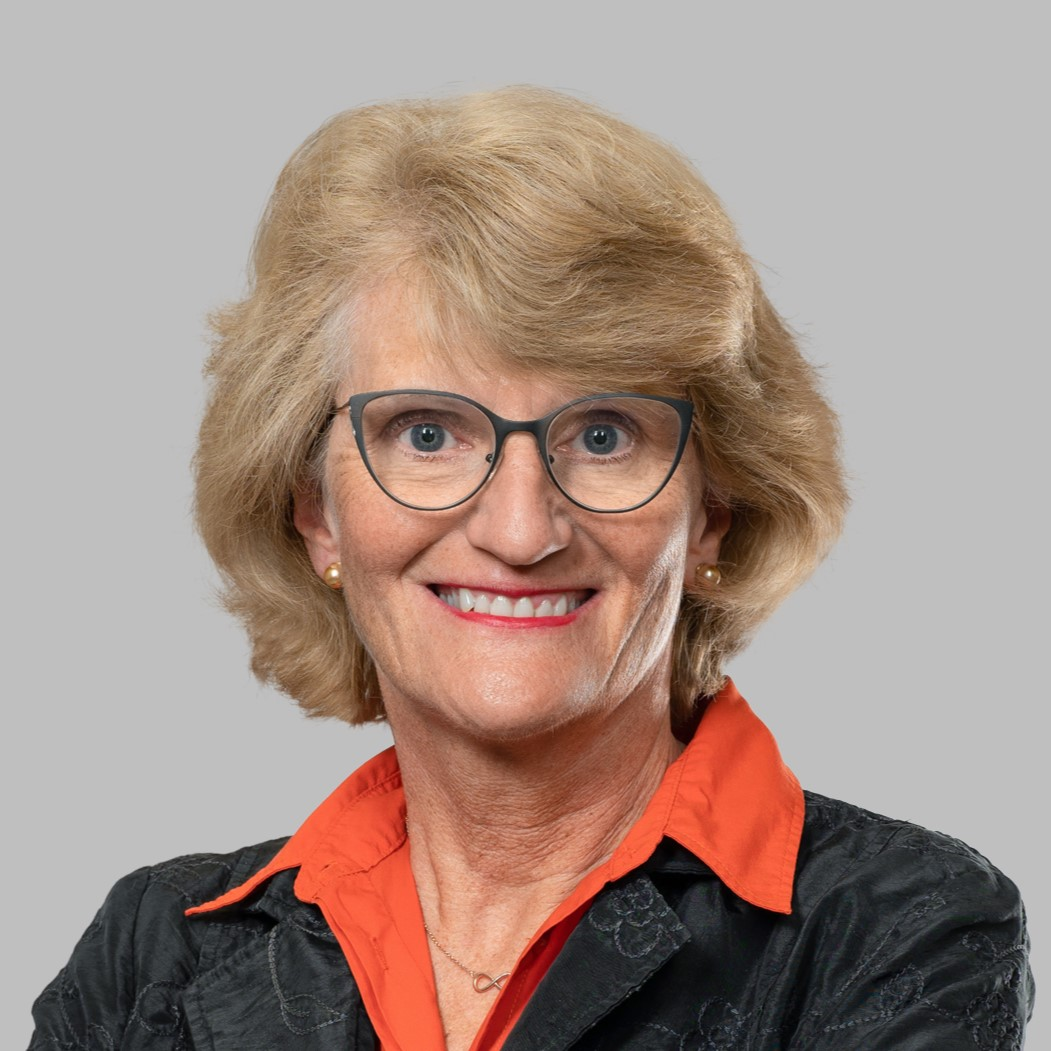
Christa Dürscheid (2024)

Christa Dürscheid (* 4. Oktober 1959 in Kehl-Kork, Baden-Württemberg) ist eine deutsche Linguistin. Sie lehrte von 2002 bis 2025 als Professorin an der Philosophischen Fakultät der Universität Zürich und hatte den Lehrstuhl für Deutsche Sprache, Abteilung Linguistik, inne. Ihre Forschungsschwerpunkte liegen im Bereich der Grammatik, der Sprachdidaktik, der Schriftlinguistik, der Varietätenlinguistik und der Medienlinguistik. Christa Dürscheid verfasste neben zahlreichen Aufsätzen auch zwei Studienbücher, Syntax. Grundlagen und Theorien sowie Einführung in die Schriftlinguistik.

## Leben und Wirken
Nach dem Studium von 1978 bis 1981 in Deutsch, Französisch und Erziehungswissenschaften in Freiburg und Köln wurde sie 1988 mit einer Dissertation zum Thema Zur Vorfeldbesetzung in deutschen Verbzweit-Strukturen promoviert. 1998 habilitierte sie sich mit der Schrift Die verbalen Kasus des Deutschen. Untersuchungen zur Syntax, Semantik und Perspektive.
Nach Gastaufenthalten an der Karls-Universität in Prag, dem Germanistischen Institut der Eötvös-Loránd-Universität in Budapest, dem Institut für Fremdsprachen der Nanjing-Universität in China, dem Lehrstuhl für Deutsche Philologie der Staatlichen Universität Wolgograd und am Lehrstuhl für Deutsche Philologie der St. Kliment-Ochridski-Universität in Sofia arbeitete sie von 1995 bis 1999 als Lehrbeauftragte am Institut für Deutsche Sprache und Literatur sowie am Seminar für Deutsche Sprache und ihre Didaktik an der Universität zu Köln. Im Herbst 1999 absolvierte sie eine Vortragsreise nach Südkorea (Seoul, Sokcho, Pusan).
1999 bis 2000 war sie als wissenschaftliche Mitarbeiterin am Institut für Linguistik/Germanistik der Universität Stuttgart tätig. Von 2000 bis 2002 lehrte sie als Hochschuldozentin am Institut für Deutsche Sprache und Literatur und ihre Didaktik an der Westfälischen Wilhelms-Universität in Münster.
2002 folgte sie dem Ruf auf eine Professur für Deutsche Sprache, insbesondere Gegenwartssprache, an die Universität Zürich (Nachfolge Horst Sitta) und lehnte den Ruf auf eine C-3-Professur für Germanistische Linguistik an die Universität Erlangen-Nürnberg ab. 2006 unternahm sie eine weitere Vortragsreise, die sie nach Japan (Tokyo, Osaka) führte. Von 2006 bis 2009 amtete sie als Prodekanin für Lehre an der Philosophischen Fakultät der Universität Zürich. Von 2006 bis 2011 leitete sie das Nationalfonds-Projekt „Schreibkompetenz und neue Medien“. Von 2011 bis 2018 leitete sie zusammen mit Kollegen aus Deutschland und Österreich das Forschungsprojekt „Variantengrammatik des Standarddeutschen“ (gefördert von SNF, DFG und FWF), in dem die arealen Unterschiede in der Grammatik der deutschen Standardsprache systematisch untersucht wurden. Die Projektarbeiten sind abgeschlossen, die „Variantengrammatik“ steht nun der Fachwelt und der interessierten Öffentlichkeit kostenfrei im Open-Access-Format zur Verfügung. Außerdem war Christa Dürscheid in der Programmleitung des Sinergia-Projekts „SMS communication in Switzerland: Facets of linguistic variation in a multilingual country“ (gefördert vom SNF) und leitete zusammen mit Federica Diémoz das Subprojekt „Language Design in WhatsApp: Icono/Graphy“, das zum Sinergia-Projekt „What‘s up, Switzerland?“ gehört. Seit 2021 leitet sie im Rahmen eines Universitären Forschungsschwerpunkts (UFSP) „Digital Religion(s)“ an der Universität Zürich das Projekt „Trauerpraktiken im Internet“. Im Jahr 2022 übernahm sie die Ko-Leitung des trinationalen Forschungsprojekts „Variantenpragmatik des Deutschen – kommunikative Muster im Vergleich“ (gefördert von SNF, DFG und FWF).
2020 wurde Dürscheid der Konrad-Duden-Preis zuerkannt. Aufgrund der Corona-Pandemie erhielt sie ihn allerdings mit einem Jahr Verspätung am 16. März 2022 in der Kunsthalle Mannheim. 2022 wurde sie in die Deutsche Akademie für Sprache und Dichtung aufgenommen. Auf den 31. Januar 2025 wurde sie emeritiert.

## Schriften (Auswahl)
Als Autorin
- Zur Vorfeldbesetzung in deutschen Verbzweit-Strukturen. Wissenschaftlicher Verlag Trier, Trier 1989, ISBN 3-922031-97-8 (Dissertation, Universität Köln, 1989).
- Die verbalen Kasus des Deutschen: Untersuchungen zur Syntax, Semantik und Perspektive. De Gruyter, Berlin 1999, ISBN 3-11-016492-2 (Habilitationsschrift, Universität Köln, 1998).
- Syntax: Grundlagen und Theorien. Westdeutscher Verlag, Wiesbaden 2000; 6., aktualisierte Auflage (= UTB. Bd. 3319). Vandenhoeck & Ruprecht, Göttingen 2012, ISBN 978-3-8252-3711-0.
- Einführung in die Schriftlinguistik. Mit einem Kapitel zur Typographie von Jürgen Spitzmüller. 5., korrigierte und aktualisierte Auflage (= UT.  Bd. 3740) [1. Auflage 2002]. Vandenhoeck & Ruprecht, Göttingen 2016, ISBN 978-3-82-524495-8.
- mit Franc Wagner und Sarah Brommer: Wie Jugendliche schreiben. Schreibkompetenz und neue Medien (= Linguistik. Impulse und Tendenzen. Bd. 41). De Gruyter, Berlin 2010, ISBN 978-3-11-023611-8.
- mit Karina Frick: Schreiben digital. Wie das Internet unsere Alltagskommunikation verändert (= Einsichten. Bd. 3). Kröner, Stuttgart 2016, ISBN 978-3-520-71501-2.
- mit Stephan Elspaß und Arne Ziegler: Variantengrammatik des Standarddeutschen. Ein Online-Nachschlagewerk. Open-Access-Publikation. 2018.
- mit Jan Georg Schneider: Standardsprache und Variation. Narr, Tübingen 2019, ISBN 978-3-8233-8268-3.
- Wie sagt man wo? Erstaunliche Sprachvielfalt von Amrum bis ins Zillertal. Dudenverlag, Berlin 2021, ISBN 978-3-411-05986-7.
- mit Dimitrios Meletis: Writing Systems and Their Use. An Overview of Grapholinguistics (= Trends in Linguistics. Studies and Monographs 369). Mouton de Gruyter, Berlin/Boston 2022, Open-Access-Publikation.
- Deutsch im Fokus. Sprachdidaktik, Internetkommunikation, Grammatik. Ausgewählte Schriften. Berlin: Frank & Timme (= Sprachwissenschaft 59).

Als Herausgeberin
- mit Jürgen Spitzmüller: Perspektiven der Jugendsprachforschung. Trends and Developments in Youth Language Research. Verlag Peter Lang, Frankfurt/M. 2006, ISBN 3-63-1537-34-4.
- mit Jürgen Spitzmüller: Zwischentöne. Zur Sprache der Jugend in der Deutschschweiz. Verlag Neue Zürcher Zeitung, Zürich 2006, ISBN 3-03823-226-2.
- mit Kersten Sven Roth: Wahl der Wörter – Wahl der Waffen? Sprache und Politik in der Schweiz. Hempen-Verlag, Bremen 2010, ISBN 978-3-934106-81-9.
- mit Jan Georg Schneider: Handbuch Satz, Äußerung, Schema (= Handbücher Sprachwissen. Bd. 4). De Gruyter, Berlin 2015, ISBN 978-3-11-029603-7.
- mit Sarah Brommer: Mensch. Maschine. Kommunikation. Beiträge zur Medienlinguistik. Narr, Tübingen 2021, ISBN 978-3-8233-8471-7.

Hobby-Blog
Seit 2020 schreibt Dürscheid täglich einen Beitrag auf Twitter.